# Andrej Lovás
Andrej Lovás (sinh 28 tháng 5 năm 1991) là một cầu thủ bóng đá Slovakia thi đấu cho Spartak Trnava ở vị trí tiền đạo hoặc tiền vệ cánh.

## Sự nghiệp câu lạc bộ
Lovás ra mắt cho Ružomberok ngày 27 tháng 5 năm 2008 trước Banská Bystrica.